# Орден Дружбы (Вьетнам)
Орден Дружбы (вьет. Huân chương Hữu nghị) — государственная награда Социалистической Республики Вьетнам.

## История
Орден Дружбы учреждён в Социалистической Республике Вьетнам для вознаграждения отдельных лиц, предприятий, организаций, учреждений и коллективов за большие заслуги в деле оказания братской помощи народу Вьетнама в различных областях государственной, производственной, общественной, культурной, научной и других сферах трудовой деятельности.
Предусмотрено посмертное награждение.
26 ноября 2003 года орден был реформирован и получил новое описание.

## Условия награждения
Награждаемые орденом Дружбы должны удовлетворять следующим условиям:
- должны проявлять чувство солидарности и дружбы, уважения суверенитета, законов и обычаев Вьетнама,
- должны иметь важный вклад в национальное строительство и экономическое развитие, в государственность, безопасность и обороноспособность Вьетнама, иметь важные заслуги в укреплении и развитии отношений дружбы и сотрудничества между Вьетнамом и другими странами в политической, экономической, оборонной, дипломатической, научной, технологической, культурной и общественной сферах, в сфере охраны окружающей среды.

## Знаки ордена

### До 2003 года
Знак ордена представлял собой позолоченную пятиконечную звезду с гладкими двугранными лучами. Между сторонами звезды выходящие рельефные лучи, образующие между собой перевёрнутый пятиугольник. В центре звезды круглый медальон красной эмали с широким позолоченным ободком. В центре медальона две позолоченные руки, скреплённые в рукопожатии, над которыми выходящее стилизованное изображение земного шара красной эмали с позолоченными линиями меридианов и параллелей. Под рукопожатием название страны (Việt Nam) позолоченными буквами. На окружающем медальон ободке: в нижней части — сегмент шестерни красной эмали; в верхней части — название ордена (Huân chương Hữu nghị) красными буквами; по бокам, между шестернёй и надписью, — изображение колосьев.

### После 2003 года
Знак ордена представляет собой позолоченную пятиконечную звезду, диаметром 44 мм, образованную расходящимися из центра лучами. В центре звезды круглый медальон красной эмали, обрамлённый (кроме верхней части) позолоченным венком, на который внизу наложена лента красной эмали с названием ордена (Huân chương Hữu nghị) и страны (Việt Nam). В нижней части медальона выходящее стилизованное изображение земного шара белой эмали с позолоченными линиями меридианов и параллелей. В центральной части медальона, над земным шаром, две позолоченные руки, скреплённые в рукопожатии, над которыми располагается позолоченная пятиконечная звёздочка.
Знак ордена подвешивается к пятиугольной колодке, обтянутой орденской лентой.
Лента ордена шёлковая красная, шириной 28 мм, с жёлтыми полосками, шириной 3 мм, у краёв.
Для повседневного ношения предусмотрена обтянутая орденской лентой металлическая планка, размером 28×14 мм.

## Кавалеры ордена
Орден Дружбы активно вручался и вручается как гражданам СССР и России, так и различным советским и российским учреждениям и организациям.

### Персоналии
- Вермишева, Екатерина Ивановна (1927—1998) — кинорежиссёр-документалист (ЦСДФ)[1].
- Цигаль, Владимир Ефимович (1917—2013) — скульптор, автор памятника Хо Ши Мину в Москве[2] (1998)[источник не указан 2735 дней]
- Лавров, Сергей Викторович (род. 1950) — министр иностранных дел Российской Федерации (2009)[3]
- Колотов, Владимир Николаевич (род. 1969) — д.и.н., профессор, заведующий кафедрой истории Дальнего Востока СПбГУ (2012)[4]
- Колесник, Николай Николаевич (род. 1943)[5] — Председатель Президиума Межрегиональной общественной организации ветеранов войны во Вьетнаме (2013)[6].
- Строев, Егор Семёнович (род. 1937) — политик, 1-й губернатор Орловской области[7] (год?)
- Титов, Герман Степанович (1935—2000)[8] (год?)
- Рувимов Владимир Сергеевич (род. 1940)  — генерал-полковник, бывший заместитель Главнокомандующего Войсками ПВО, член Президиума Межрегиональной общественной организации ветеранов войны во Вьетнаме (2024)[9].

### Предприятия и организации
- Общество советско-вьетнамской дружбы (1977)[10]
- Ванинский морской торговый порт (1979)[источник не указан 2735 дней]
- Кременчугский автомобильный завод (14 декабря 1980)[11]
- Московский автомобильно-дорожный государственный технический университет (бывш. Московский автомобильно-дорожный институт) — Указ Госсовета Республики Вьетнам № 80КТ от 18 марта 1988 года.
- Российский государственный университет нефти и газа имени И. М. Губкина — (2000)[12].
- Челябинский тракторный завод «ЧТЗ — Уралтрак» (2003)[13]
- Российская академия наук (2007)[14]
- Всероссийский государственный университет кинематографии имени С. А. Герасимова (2009)[15][16]
- Азербайджанский государственный университет нефти и промышленности (2017)[17]
- Национальный исследовательский ядерный университет «МИФИ» (2018)
- Российская академия народного хозяйства и государственной службы при Президенте Российской Федерации (2018)
- Московский государственный университет геодезии и картографии — МИИГАиК (4 сентября 1982 г.)
- Институт Хо Ши Мина СПбГУ (2021)[18]